# Église Saint-Victor-sur-Loire
L'église Saint-Victor est une église du XIe siècle située à Saint-Victor-sur-Loire, un quartier de Saint-Étienne, dans la Loire.

## Description
Construite au XIe siècle, cette église est partiellement reconstruite et complétée aux XVIe et XVIIe siècles. L'édifice est inscrit aux monuments historiques depuis 1980.

## Galerie d'images

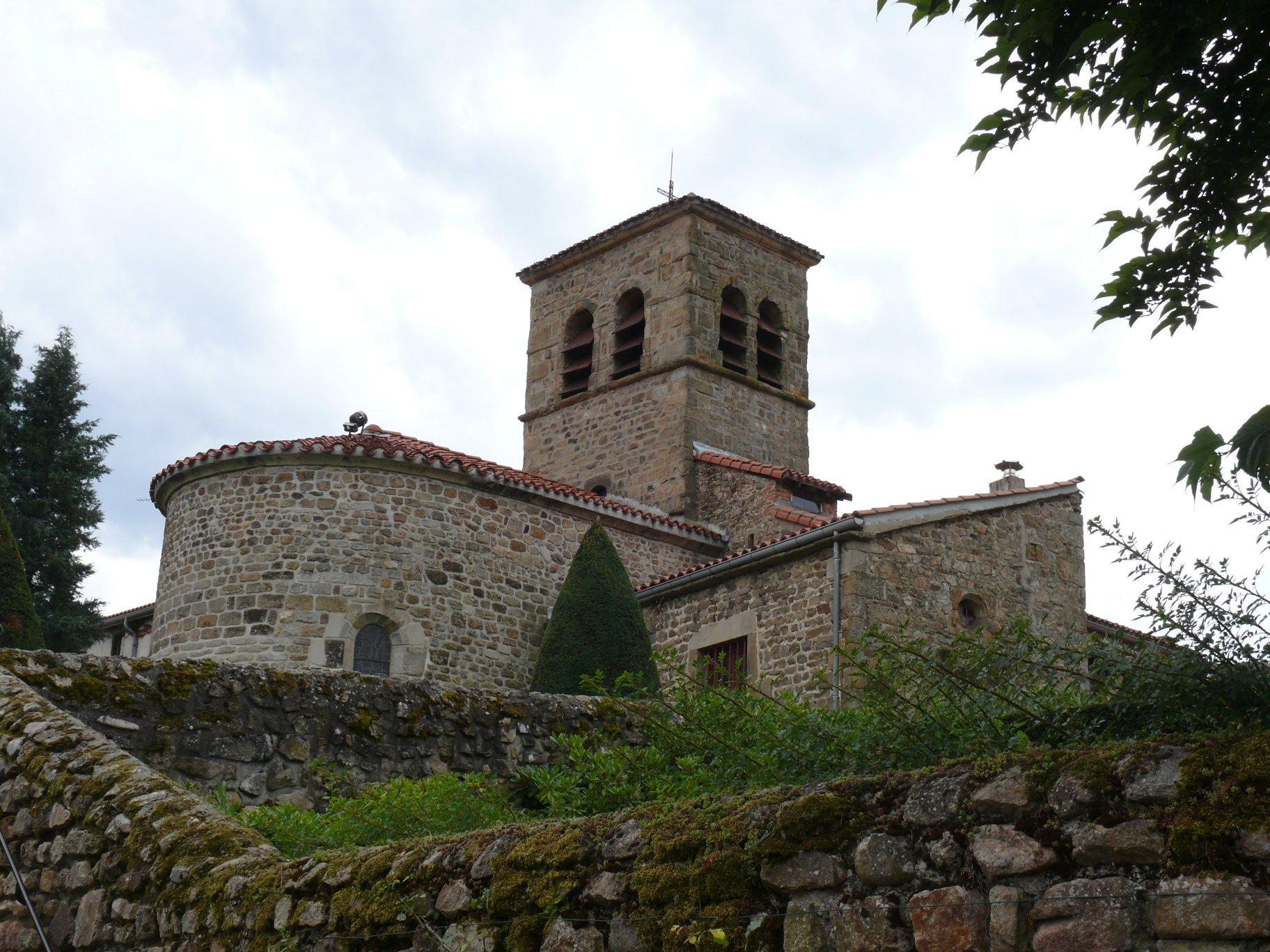
Vue générale.
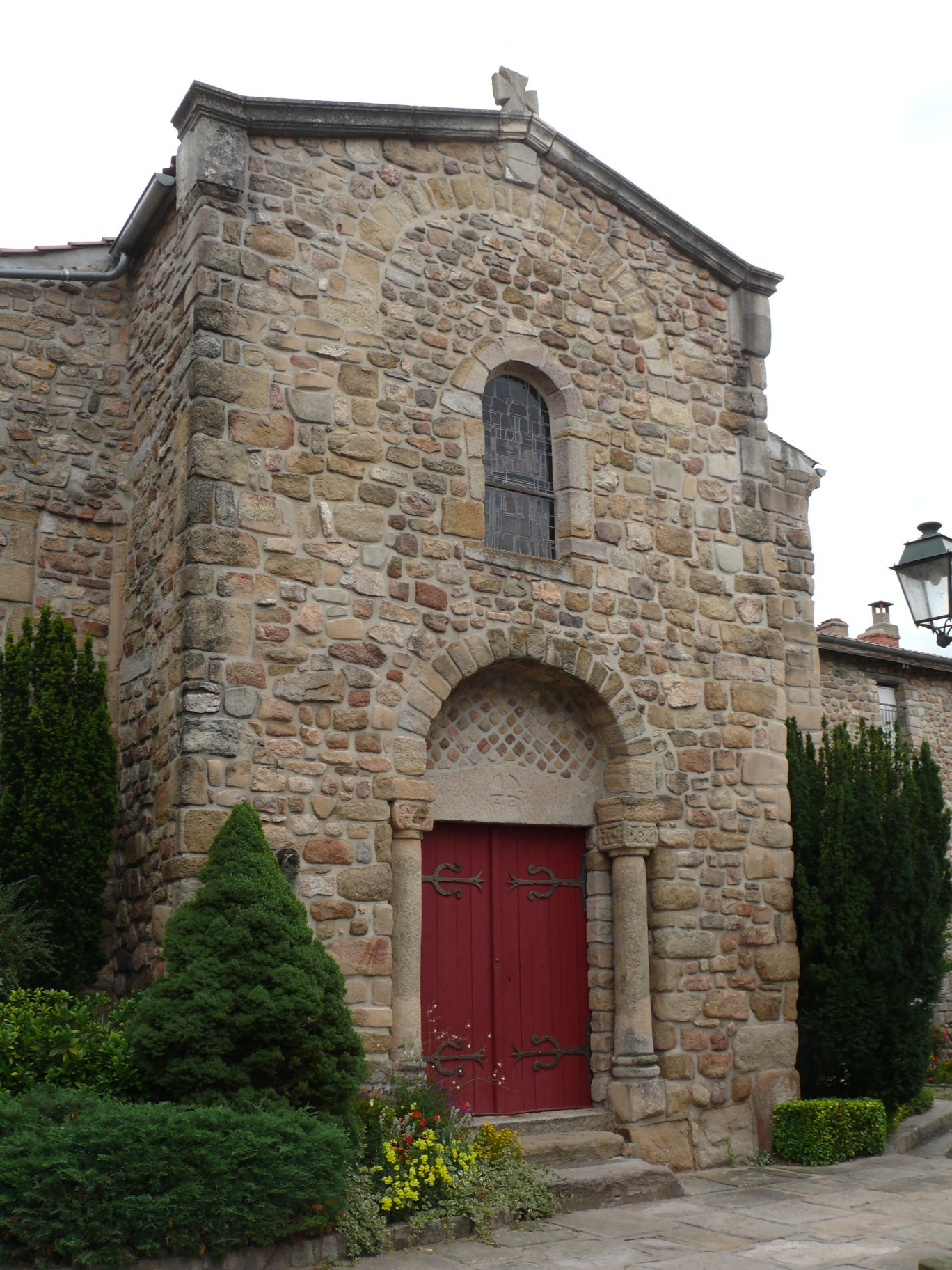
Le portail.
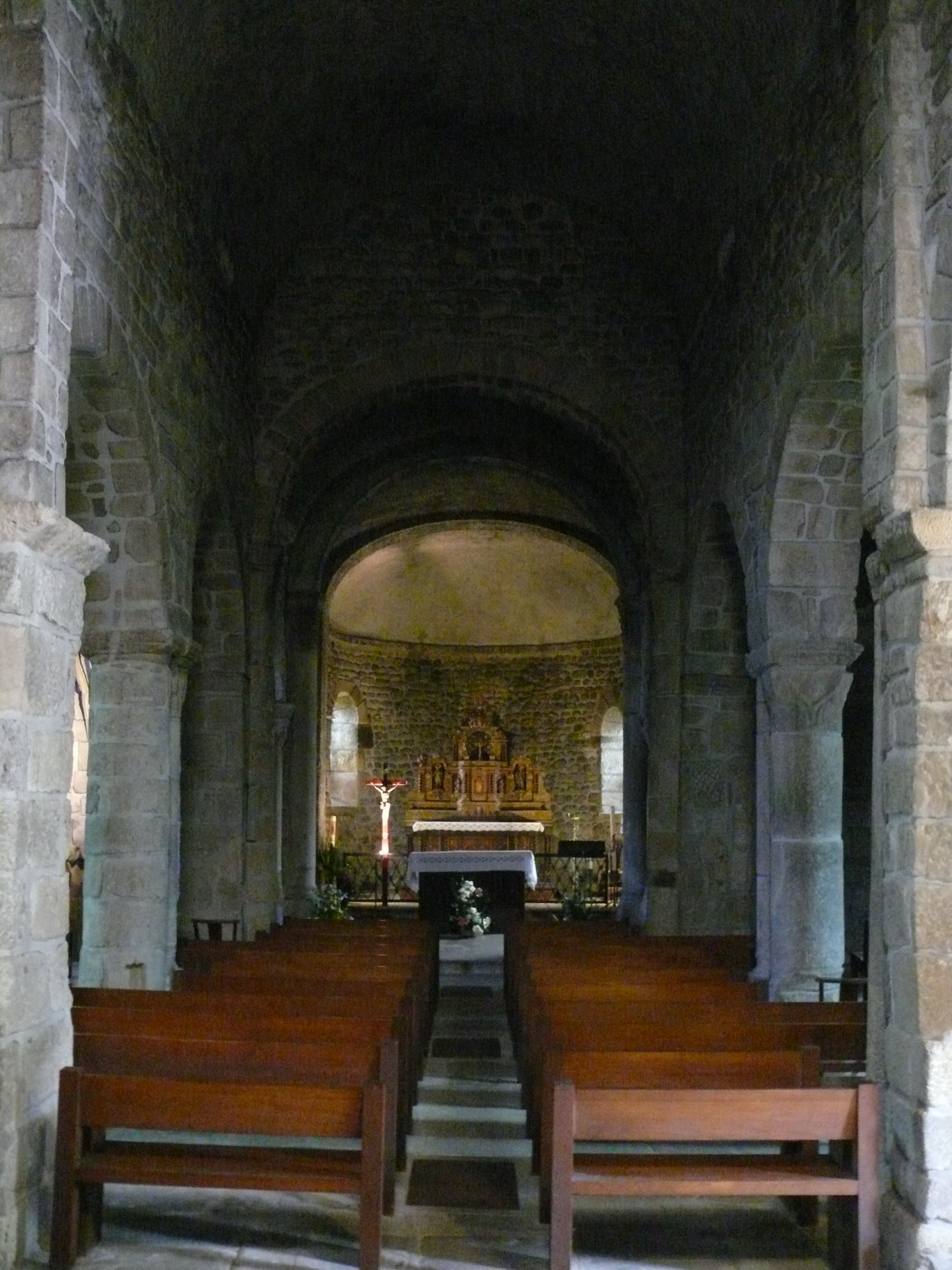
La nef.
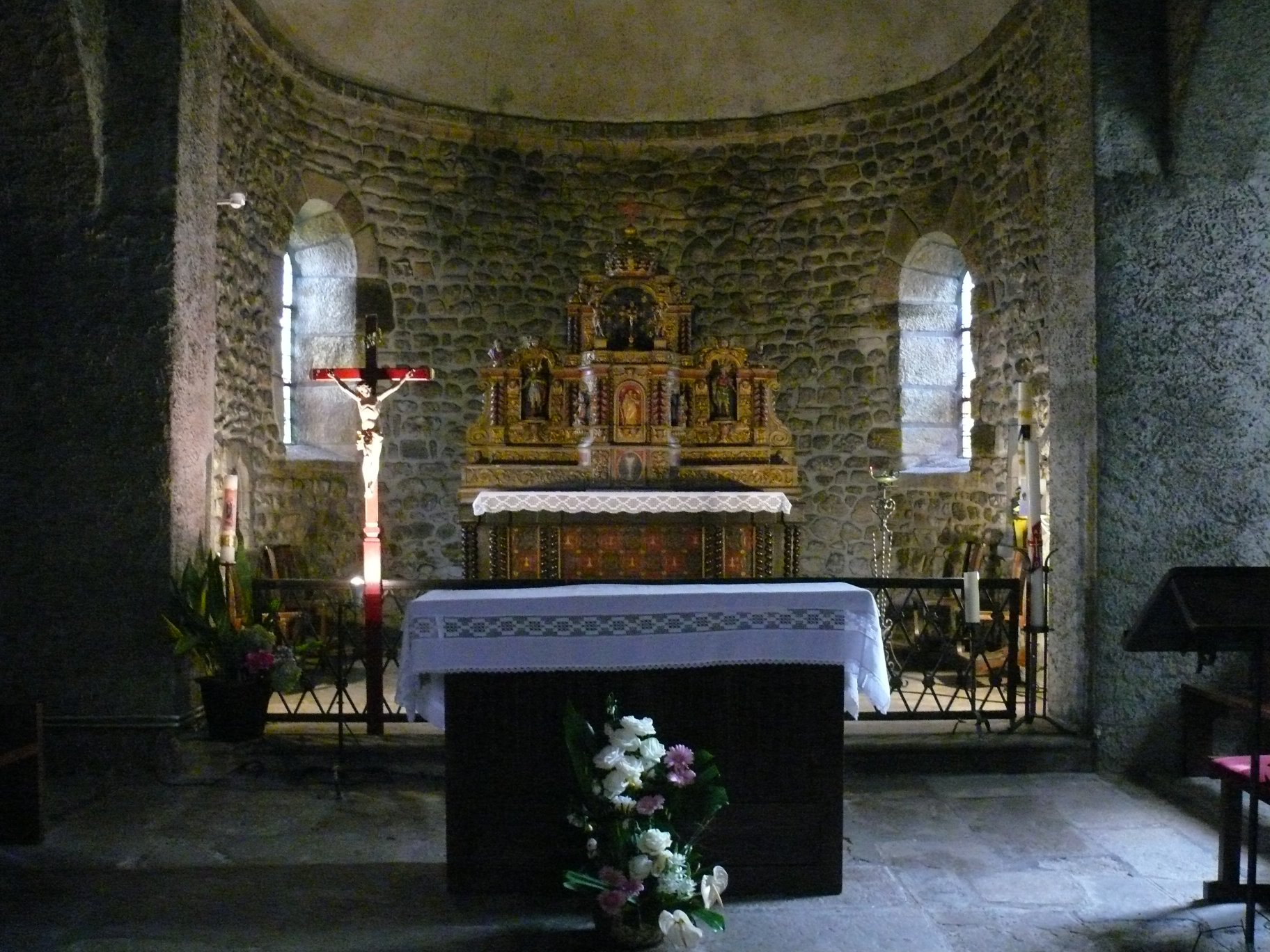
Le chœur.
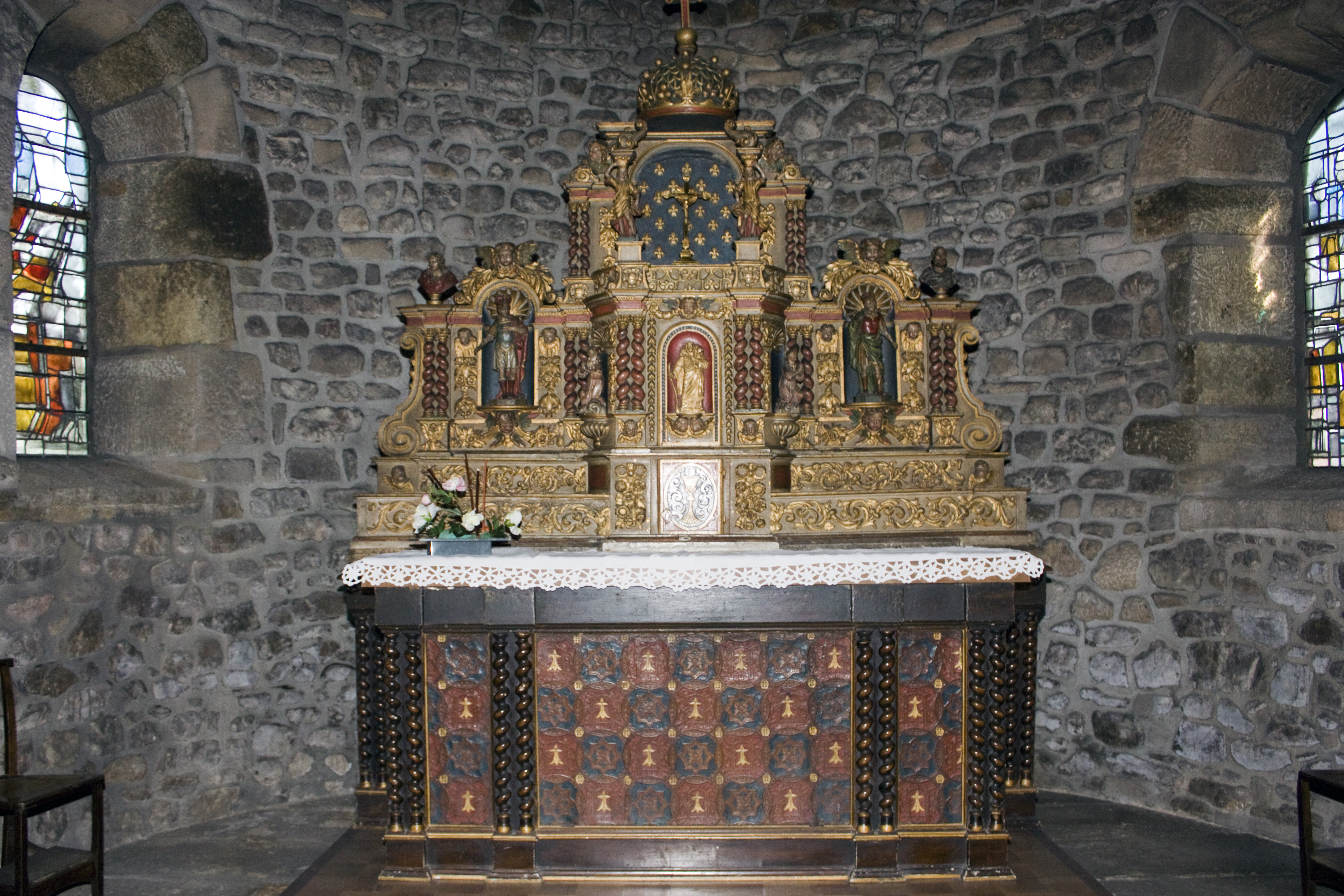
L'autel.
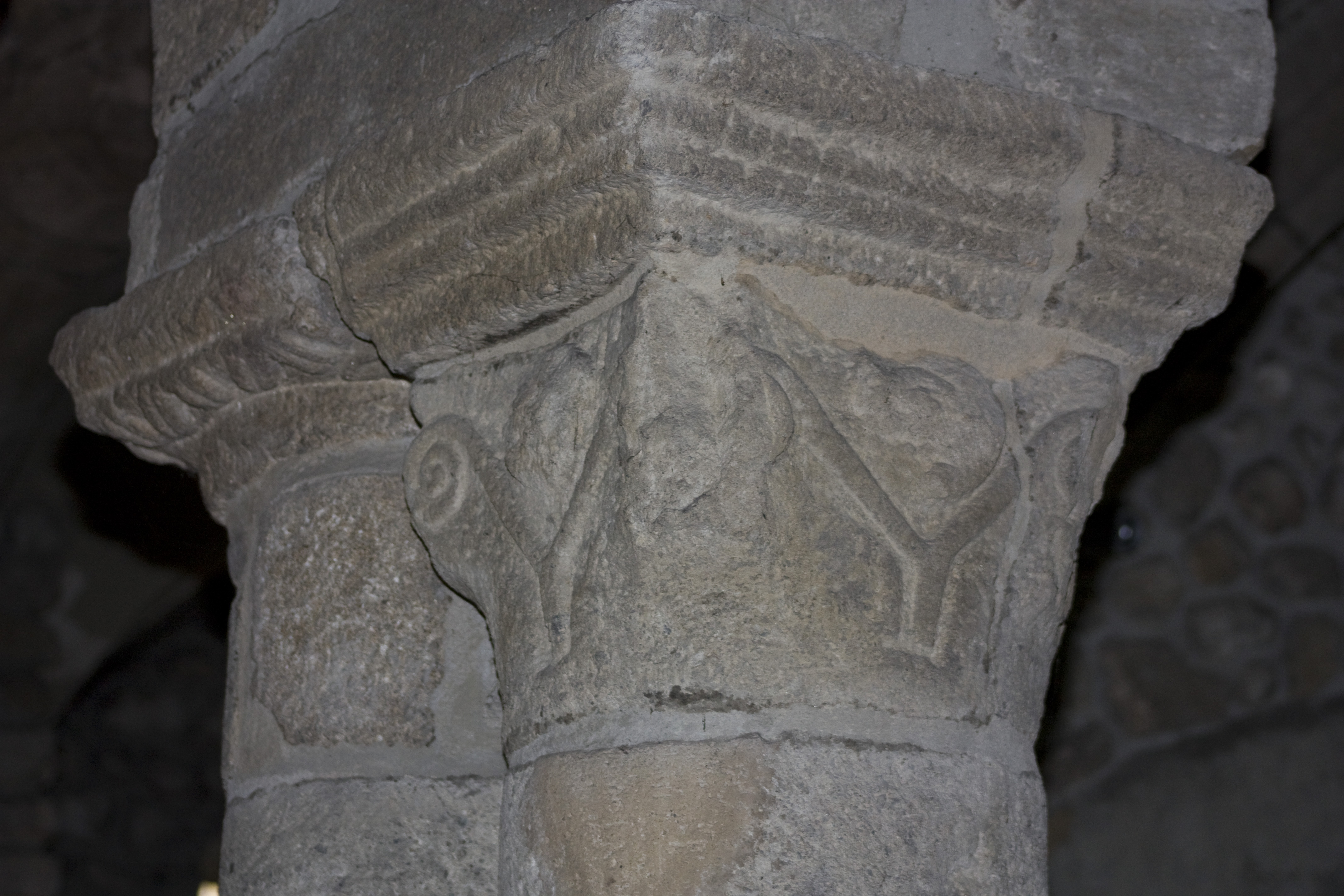
Un chapiteau.